# 中瀬ゆかり
中瀬 ゆかり（なかせ ゆかり、1964年6月3日 - ）は、日本の編集者。新潮社執行役員。

## 来歴・人物
1964年（昭和39年）生まれ。郷土史家で南方熊楠研究家の中瀬喜陽の次女で、和歌山県田辺市出身である。姉、弟がいる。田辺市立田辺第一小学校、田辺市立東陽中学校、和歌山県立田辺高等学校、奈良女子大学文学部英語・英米文学科を卒業。
1987年（昭和62年）に新潮社へ入社。最初の2年間は出版部で書籍編集を担当し田辺聖子や北杜夫の本の担当補助を行った。独り立ちして初めて作家と二人で進めたのは、群ようこのエッセイ集『鞄に本だけつめこんで』であった。その後、『新潮』編集部へ異動。（当時の編集長は坂本忠雄）9年間在籍し、当初は苦手意識が強かった純文学を好むようになったという。
1998年（昭和63年）に『新潮45』へ異動して2001年（平成13年）8月から編集長を務める。2008年（平成20年）10月1日から『週刊新潮』部長職編集委員を、2011年より出版部部長を務める。2024年4月より執行役員。
テレビ番組の出演も多く、TBSテレビ『サンデーモーニング』で保守寄り論客としてコメントした。現在は東京メトロポリタンテレビジョン (TOKYO MX) 『5時に夢中!』のコメンテーターとして木曜日にレギュラー出演し、「中瀬親方」の愛称で親しまれている。
親友の漫画家西原理恵子と小説家岩井志麻子らとともに「熟女キャッツアイ」を名乗り、トークショーを催すなど活動している。
32歳のときに六本木のバーで偶然出会ったハードボイルド作家の白川道と事実婚の間柄であった。

## エピソード
- 父が教員で郷土史研究者だったため、家のいたるところに本がある環境で育つ。その影響で読書家になり、中学時代は小説家を夢見てショートショート風の作品を書いて同級生に読ませていたが、自分には才能がないと思い断念[2]。しかし、小説家としての才能がある人たちをサポートする仕事をしたいという思いが芽生えたため、編集者になった（「最初に自分にダメ出しをしたのが、編集者としての原点」）と語っている[2]。
- 『新潮』編集部への異動は、編集部にいた小島千加子（三島由紀夫を担当したことで有名な編集者[11]で、女流作家を多く担当）が定年退職し、女性編集者が不在となったことから手伝うことになった[2]。
- 25歳のときに最初の結婚をしたが4年半で破局[12]。32歳のときに白川道に出会い事実婚関係となる[13]。互いを「トウチャン、ペコマル」と呼び合い、「魂の双子」と名乗るほど深く結びついていたという[9]。
- 5時に夢中!の罰ゲームとして、マリー・アントワネットのコスプレをして新潮社に出社[14]したり、メイド喫茶で1日店員として働いたことがある。岩井志麻子からは「ゆかりちゃんのマリー・アントワネットを超えるコスプレをしたい」と、コスプレのライバルとしてみなされている。
- 「お下げ髪がトレードマーク」とされるが、それ以前には「腰まで髪が垂れるロングヘア、縦ロールなど」のかつらを使用していた時期もあった[15]。
- 小学生時代から読売ジャイアンツの原辰徳の大ファン[16]。新潮45」編集長に就任したときに、監督1年目の原へのインタビューが実現。長年の癖でつい原様って呼び続けてしまったことを明かしている[16]。また、甲子園のヒーローだった愛甲猛は永遠の憧れ人であると公言。『5時に夢中!』で共演した[17]。
- 漫F画太郎の『罪と罰』の登場人物であるユカリのモデルであることから[18]、新潮社のオンラインショップでユカリTシャツが発売された。
- 上申書殺人事件を映画化した、日本映画『凶悪』では、村岡希美が中瀬ゆかり役を演じた。
- 編集者として携わった「かもめのジョナサン完全版」では、創訳を担当した五木寛之から、あとがきにて特別な謝辞を贈られている。
- 趣味のひとつが競輪で[19]競輪マニアと言われていた白川と競輪場を訪れており、内田裕也にもよく会ったという[20]。他にも麻雀を好む[19]。
- シンガーソングライターの辛島美登里は奈良女子大学での2学年先輩で、同じ学生寮で生活していた[21]。

## 出演
- 5時に夢中!（TOKYO MX） - 木曜日レギュラー
- 美しくなりま専科（サンテレビジョン）
- 垣花正 あなたとハッピー!（ニッポン放送） - 木曜日コメンテーター ※2015年3月16日は代行パーソナリティを担当

### 過去
- ハッケン!!（フジテレビ）
- ラジかるッ（日本テレビ） - 不定期レギュラー
- 女神のアンテナ（テレビ朝日）
- 垣花正のニュースわかんない!?（ニッポン放送）
- 寺島尚正 ラジオパンチ!（文化放送）
- 夕やけ寺ちゃん 活動中（文化放送） - 木曜日レギュラー
- あさナビ（テレビ朝日）
- サンデーモーニング（TBS）
- 情報プレゼンター とくダネ!（フジテレビ） - 金曜コメンテーター

## 連載
- 夕刊フジ「ななめ45度・おんなの坂道」（木曜夕方発行・金曜付け） - 白川道が「“とお”ちゃん」の名義でたびたび登場する